# Intertel
Intertel (tidigare International Legion of Intelligence) är en förening för personer med hög IQ, en IQ-poäng över 99% av befolkningen på ett IQ-test. Detta motsvarar ett IQ på 135 eller mer på Wechslerskalan (statistiskt medelvärde 100, standardavvikelse 15).

## Historia och mål
Föreningen grundades 1966 av amerikanen Ralph Haines, som i likhet med grundarna av Mensa, Roland Berrill och Lancelot Ware tjugo år tidigare, ville skapa en förening anpassad för de begåvades särskilda behov, och förutom en viss lägsta IQ, inte skulle ha några andra antagningsbegränsningar. Den är alltså den näst äldsta föreningen i sitt slag, efter Mensa. Namnet "Intertel" härleds från "International Legion of Intelligence" och dess medlemmar refererar till sig själva som "ILians".
Föreningen har tre syften, inskrivna i dess stadgar:
- uppmuntra äkta intellektuellt broderskap;
- främja ett utbyte av idéer inom alla ämnen;
- stödja forskning om hög intelligens.

## Organisation och aktiviteter
Intertel är organiserat i sju geografiska regioner, varav fem endast inkluderar amerikanska delstater, och två inkluderar östra och västra Kanada förutom amerikanska delstater. "Region VI" inkluderar resten av världen som den "internationella" regionen.
Det finns cirka 1 700 medlemmar över hela världen i mer än 40 länder, inklusive cirka 20 st i Sverige, 100 i Tyskland och flera hundra utanför Nordamerika. Alla medlemmar kan bidra till Integra, Intertels tidskrift, som publiceras tio gånger om året. Dessutom publiceras regionala nyhetsbrev med jämna mellanrum, och många medlemmar korresponderar via e-post eller genom ett växande utbud av onlineforum. En internationell årlig generalförsamling anordnas varje sommar, och de olika regionerna organiserar lokala sociala aktiviteter personligen eller på distans.
Ett av målen för organisationen är att hjälpa till med forskning om den höga potentialen och i enlighet med föreningens stadgar rekryteras vissa medlemmar i föreningen för forskningsarbete. Dessutom har Intertel i närapå tjugo år, med start 1980, delat ut ett årligt pris i form av ett stipendium på flera tusen dollar, Hollingworth Award, utsett för att hedra Leta Hollingworth och belöna excellens i forskningsprojekt om den höga potentialen. Från slutet av 1990-talet delades priset ut tillsammans med National Association for Gifted Children, till vilka ansvaret för denna internationella utmärkelse sedan har anförtrotts.

## Anmärkningsvärda personer kända som nuvarande eller tidigare medlemmar
Denna lista inkluderar personer för vilkas källor, ibland personerna själva, bekräftar deras nuvarande eller tidigare medlemskap i Intertel:
- Jacob Barnett[20]
- Michael W. Driesch[21]
- Taibi Kahler[22][23]
- Grover Krantz[24]
- Linda Leopold[25]
- Gert Mittring[11][26]
- Cicero Moraes[27]
- Ellen Muth[28]
- Walter Penney[29]
- Robert Prechter[30][31]
- Ginny Ruffner[32]
- E. Lee Spence[33]
- Timmy Kan [34]

## Positionering i förhållande till andra föreningar
Intertel är dubbelt så selektiva i sina antagningskrav (en poäng i topp 1% på ett IQ-test) än den mer kända och större föreningen Mensa (topp 2%). Grundades 1966, det är den näst äldsta föreningen och den tredje största, efter Mensa och Triple Nine Society (den högsta 0,1 %, dvs 1 person på 1 000). Detta inkluderar endast föreningar som använder giltiga, professionellt övervakade, psykometriska test.